# 모가면
모가면(暮加面)은  대한민국 경기도 이천시의 중앙부 서쪽에 위치한 면이다.

## 개요
모가면은 이천시에서 마국산을 중심으로 동남쪽으로 14km 지점에 위치하며 해발 445m 마국산과 390m이 대덕산이 용인시 백암면과 경계를 이루는 전형적인 농촌지역이다. 쌀과 유리온실 재배 등 농업과 축산업을 주업으로 하고 있는 전형적인 농촌지역이다. 이천시 유일의 송곡리 장수마을과 전통의 맛을 이어가고 있는 서경들 장류마을이 유명하며, 최근에는 온천 여행이 가능한 테르메덴 온천이 있어 도시민들에게 전통과 자연을 동시에 느낄 수 있는 새로운 곳으로 알려져 있다. 주산물은 미곡 위주의 농사를 경작해 왔으나 최근에는 경제성이 높은 축산업, 연초, 인삼, 유리온실 재배 등으로 전환하고 있다.
1914년 4월 행정구역 개편시 대월면 갈산리(신갈리)를 편입하고, 동시에 모면과 가면은 행정구역 통폐합으로 모가면이라 칭하여 오늘날까지 이어져 오고 있으며, 현재 11개 법정리와 22개 행정리로 구성되어 있다.

## 법정리
- 두미리(豆美里)
- 산내리(山內里)
- 서경리(西坰里)
- 소고리(所古里)
- 소사리(素沙里)
- 송곡리(松谷里)
- 신갈리(新葛里)
- 양평리(梁坪里)
- 어농리(於農里)
- 원두리(院頭里)
- 진가리(陳加里)

## 교육
- 진가초등학교
- 송곡초등학교
- 모가중학교

## 문화재
- 산내리 충성공묘(권균)
- 소고리 마애여래좌상
- 어농성지